# Manuel Reina Montilla
Manuel Reina Montilla (Puente Genil, 4 de octubre de 1856-Puente Genil, 11 de mayo de 1905) fue un político, periodista y poeta español, precursor del modernismo.

## Biografía
Hijo de familia muy pudiente, disfrutó siempre de posición económica desahogada. Estudió el Bachillerato en Córdoba y ya entonces leyó a poetas románticos y posrománticos como Víctor Hugo, Heinrich Heine, José de Espronceda y Bécquer, que habrían de influir en su vocación poética. Posteriormente hizo derecho en Sevilla, Granada y Madrid. Su primer poema aparece publicado en la revista El Bazar, en 1874. Su primer libro, Andantes y Allegros, es de 1877. 

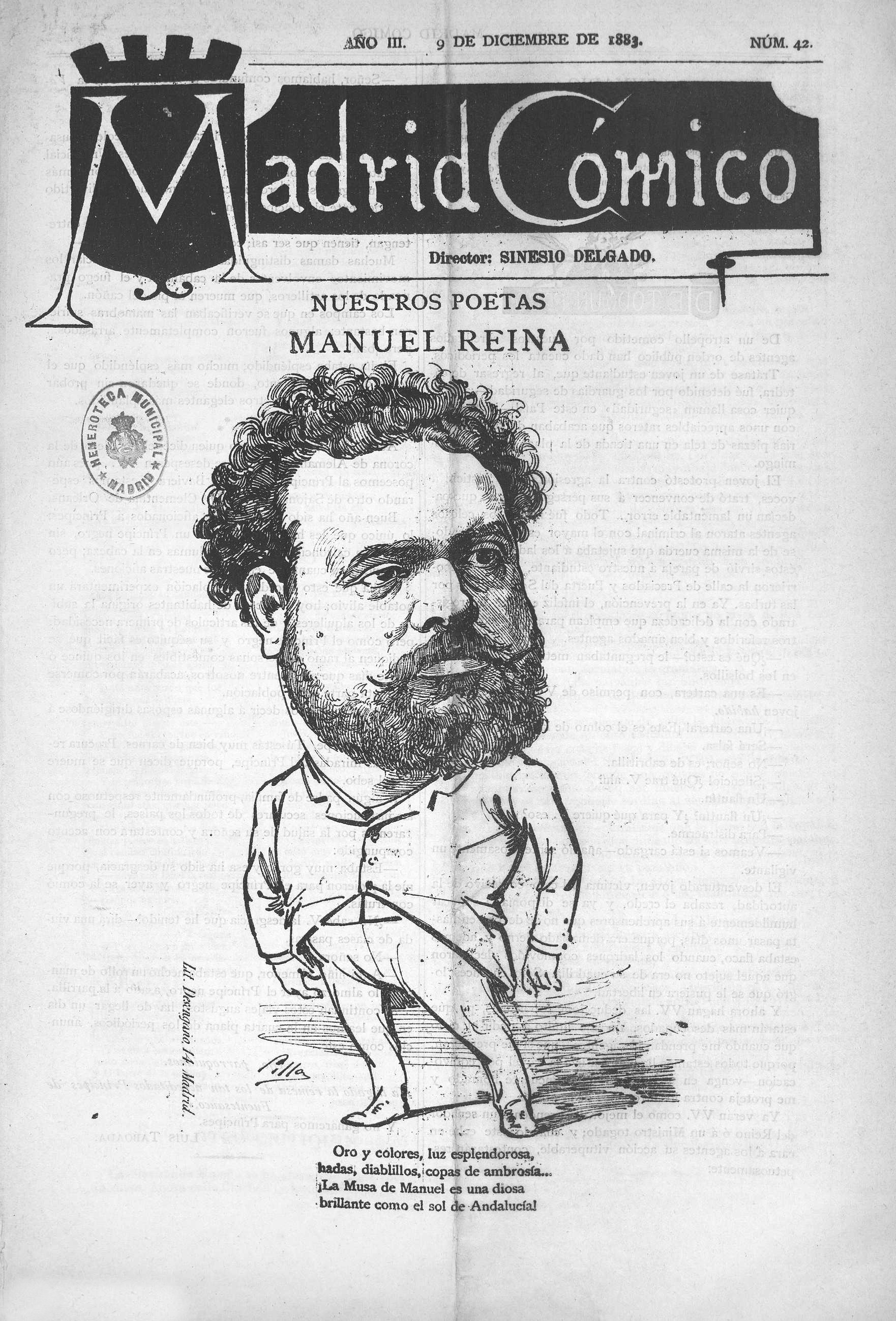
Caricaturizado por Cilla en una portada de Madrid Cómico (1883)

Intervino en la política de la Restauración, primero en el partido de Sagasta y más tarde en el de Maura. Fue elegido diputado en 1886, pero no hizo un papel muy activo en la cámara. Atravesó diversas crisis existenciales, una de ellas al enviudar en 1884, otra en 1893, cuando sufrió un conato de suicidio. Su prestigio fue creciendo en los últimos años de su vida; fue elegido senador por Huelva en 1898 y diputado por Lucena en 1903. En 1905 fue nombrado gobernador civil de Cádiz y elegido miembro de la Real Academia Española, pero murió el once de mayo sin poder llegar a ocupar ni el cargo político ni el sillón académico. 
Escribió en las publicaciones periódicas más importantes e influyentes de la época: Blanco y Negro, Pepita Jiménez, La Ilustración Española y Americana, La Época, La América, El Córdoba, y sobre todo La Diana, revista política y literaria fundada por él en Madrid. Fue amigo de la gran mayoría de los escritores españoles de su tiempo: Manuel Machado, Gaspar Núñez de Arce, Salvador Rueda, Galdós, "Clarín", Valera, Cánovas, Echegaray, Juan Ramón Jiménez y Ortega Munilla. Sus periodos de retiro los realizaba en su palacete de Campo Real. De carácter generoso, nunca cobró cantidad alguna por sus colaboraciones. Fue académico numerario de la Real Academia Sevillana de Buenas Letras. Falleció en su localidad natal en 1905.
Su bisnieto Santiago Reina, profesor de literatura y lengua castellana, residente en Córdoba, realizó una tesis doctoral sobre Manuel Reina, aparte de los seis libros publicados por él y dedicados a su bisabuelo. Hoy posee alrededor de 250 libros de los 40 000 volúmenes que llegó a tener en su época.

## Obra

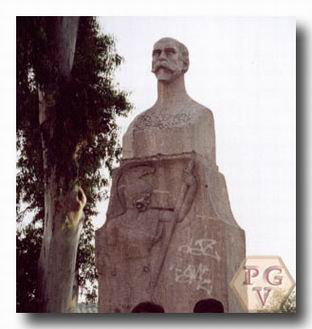
Busto de Manuel Reina (1933) en Puente Genil, obra de Enrique Moreno Rodríguez.

Poeta postromántico, escribe sobre temas culturales y existenciales. Juan Ramón Jiménez lo definió como "parnasiano impecable" por su percepción de la belleza de las formas y su tratamiento de los clásicos.
Su primer libro, Andantes y Allegros (1877), muestra el influjo de José Zorrilla, Bécquer y Campoamor; el segundo, Cromos y Acuarelas (1878) es más característico en la gran atención que presta a la música, la pintura y el color acercándose al modernismo. Pasó luego a realizar una poesía sensual, lujosa, y de gran musicalidad en La vida inquieta (1894), donde muestra el influjo de Charles Baudelaire y Edgar Allan Poe. En sus obras siguientes alcanzó una mayor calidad lírica: Poemas paganos (1896), reconstrucción exótica del mundo clásico; Rayo de sol y otras composiciones (1897), representación del mundo escandinavo y concepción de la poesía como algo que da sentido a la vida; El jardín de los poetas (1899), rememoración de figuras o valores literarios pasados: Homero, Anacreonte, Catulo, Jorge Manrique, Lope de Vega, Luis de Góngora, Pedro Calderón de la Barca, William Shakespeare, José de Espronceda y Víctor Hugo. 
Cossío lo considera el libro más original y valioso de Reina, por otra parte de una gran perfección formal. Demuestra que en el poeta habitaba un hombre sensible e intuitivo. Estos homenajes continúan en su último libro, Robles de la selva sagrada, que apareció póstumo en 1906: Heine, Baudelaire y Bécquer, y se extiende a personajes de ficción no menos célebres: Don Quijote, Fausto, Ofelia y Childe Harold. Se incluye también un fragmento de un poema inconcluso sobre la juventud de Don Juan. Otros libros suyos son La canción de las estrellas, Desde el campo y Poesías bélicas y de su obra dramática El dedal de plata (estrenada, el 25 de mayo de 1883, en el Teatro Español de Madrid). No se conservan íntegros los textos de al menos otras dos obras de teatro y, recientemente, ha sido hallada una edición de César y Pompeyo, una obra teatral escrita cuando el poeta contaba diecisiete años y de la que no se tenían noticias.
Situado en la corriente de los precursores españoles del modernismo junto a Ricardo Gil y Salvador Rueda, los llamados coloristas, la poesía de Manuel Reina necesita urgente revisión y reedición. Si en sus libros iniciales se halla la poesía pintoresca y costumbrista al lado de la inspiración becqueriana, los resabios moralizantes y cívicos de la poesía a lo Gaspar Núñez de Arce y la perfección parnasiana, se encuentran desde La vida inquieta (1894) atisbos de culturalismo y un culto a la belleza que son propios ya del modernismo más avanzado. En una ocasión, además, ensaya el ritmo anapéstico de los decasílabos.

### Del autor
- Andantes y Allegros (1877)[4]
- Cromos y Acuarelas[4] (cantos de nuestra época) (1878)
- El dedal de plata (obra dramática estrenada, el 25 de mayo de 1883)
- Desde el campo (1893)
- La vida inquieta (1894)[4]
- La canción de las estrellas (1895)[4]
- Poemas paganos (1896)[4]
- Rayo de sol y otras composiciones (1897)
- El jardín de los poetas (1899)[4]
- Robles de la selva sagrada. Poesías póstumas (1906)
- Poesías bélicas
- "Tus ojos", poema antológico
- Obras completas, 2005.

### Sobre el autor
Su paisano y amigo Antonio Aguilar y Cano escribió en 1892 el temprano trabajo Manuel Reina. Estudio biográfico. Puente Genil (1897), publicado en la Revista de España, números 558 y 559, el 30 de junio y 15 de julio. Eduardo de Ory, Manuel Reina. Estudio biográfico seguido de numerosas poesías no coleccionadas en sus libros, Cádiz (1916) y, más recientemente Manuel Reina y su época, Córdoba: Área de cultura de la Excma. Diputación Provincial, 1985. Sobre su obra: Francisco Aguilar Piñal, La obra poética de Manuel Reina, Madrid: Editora Nacional, 1968.